# D’Arcy Niland
D’Arcy Francis Niland (* 20. Oktober 1917 in Glen Innes, New South Wales; † 29. März 1967 in Darlinghurst, New South Wales) war ein australischer Schriftsteller und Journalist, dessen 1955 erschienener Roman Shiralee im Reader’s Digest Auswahlbuch 2/1974 vertreten war. Er war mit der Schriftstellerin Ruth Park verheiratet.

## Leben

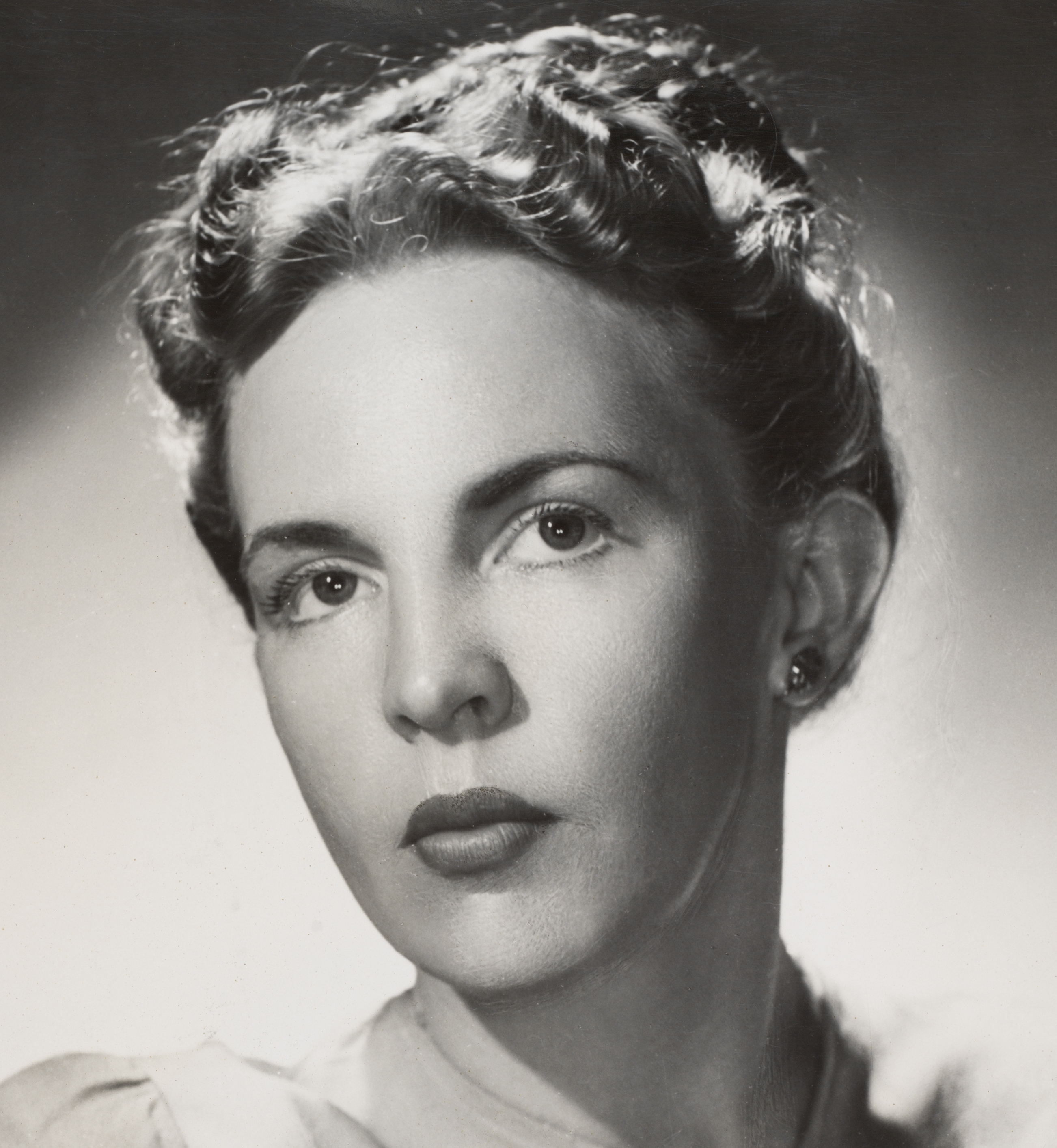
Die Journalistin und Schriftstellerin Ruth Park (1917–2010) war von 1942 bis zu seinem Tod 1967 die Ehefrau von D’Arcy Niland.

D’Arcy Francis Niland, der aus einer irisch-katholischen Einwandererfamilie stammte und nach dem aus gleichen Verhältnissen stammenden Boxer Les Darcy (1895–1917) benannt wurde, führte jahrelang ein Leben als Wanderarbeiter, der zeitweise im Outback, den Busch- und Wildnisregionen Australiens, arbeitete. Später war er als freier Schriftsteller tätig sowie als Journalist bei der Tageszeitung The Sydney Morning Herald, wo er die Journalistin Ruth Park (1917–2010) traf, die er bereits durch vorherige Briefwechsel kannte. Er heiratete diese nach nur kurzer Zeit des Kennens 1942 und war mit ihr bis zu seinem Tode an den Folgen eines Herzinfarkts 1967 verheiratet. Aus dieser Ehe gingen fünf Kinder hervor, darunter die Zwillinge Kilmeny Niland (1950–2009) und Deborah Niland (* 1950), die beide Künstler und Kinderbuchillustratoren wurden.

### Kurzgeschichten und RomanerfolgThe Shiralee
Niland verfasste autobiografisch geprägte Kurzgeschichten wie The Parachutist und Landstreicherromane aus seiner australischen Heimat in einer kräftigen, unsentimentalen Sprache. Viele seiner Bücher erschienen bei Angus & Robertson, dem größten australischen Verlag, deren Leiterin von 1937 bis 1973 Beatrice Deloitte Davis war, die dort auch Schriftsteller wie Thea Astley, Miles Franklin, Patricia Wrightson, Xavier Herbert und Hal Porter entdeckte und veröffentlichte.
Sein 1955 erschienener Debütroman The Shiralee, der 1957 in deutscher Übersetzung erschien, war fünf Jahre nach seinem Tode im Reader’s Digest Auswahlbuch 2/1974 vertreten. Der Roman handelt von einer Vater-Tochter-Beziehung. Für Jim Macauley ist seine vierjährige Tochter Buster ein „Shiralee“, ein unbequemes Bündel, das er mitschleppt auf langen Wanderungen durch Australien, weil er seine Frau bestrafen will, die ihn betrogen hat. Monate vergehen und es kommt immer noch kein Wort, um das kleine Mädchen zurückzufordern. Vater und Tochter, die sich zunächst fremd sind, treiben ziellos durch die staubigen Städte Australiens, schlafen im Freien und verlassen sich auf Gelegenheitsjobs, um Essen und Geld zu verdienen. Busters Widerstandskraft und Vertrauen untergraben langsam Macauleys Groll, und als er sie endlich loswerden kann, wird ihm klar, dass er seine Shiralee nicht loslassen kann. Wie der raubeinige Vater zum ungeliebten Kind eine neue Beziehung findet, wie für ihn aus dem „Shiralee“, der lästigen Bürde, ein Mensch wird, für den er Verantwortung und Liebe empfindet, ist somit Gegenstand des Romans, in dem D’Arcy Niland gleichzeitig ein farbiges Bild australischer Landschaften und ihrer Menschen zeichnet.

### Verfilmungen
1957 wurde The Shiralee unter der Regie von Leslie Norman mit Peter Finch als Jim Macauley und Dana Wilson als Buster Macauley sowie Elizabeth Sellars als Marge Macauley verfilmt. 1987 verfilmte die South Australian Film Corporation The Shiralee als 103-minütigen Film sowie als 188-minütige Miniserie in zwei Teilen unter der Regie von George Ogilvie mit Bryan Brown, Rebecca Smart und Noni Hazlehurst in den Hauptrollen.
Der Film A Little South of Heaven (1961) von Alan Burke mit Victoria Anoux, Lyndall Barbour und Alma Butterfield über eine Italienerin, die für ihren Sohn eine Hochzeit mit einer Italienerin arrangiert, der Sohn jedoch Zuneigung zu einer Australierin hegt, basierte auf einem Radiohörspiel von Niland und seiner Frau. 1971 wurde sein 1969 erschienener Roman Dead Men Running in einer mit einem Logie Award ausgezeichneten sechsteiligen Miniserie mit Ewen Solon, Brendon Lunney und Diane Craig unter der Regie von Eric Taylor verfilmt. Die Serie behandelt die Geschichte eines alten Mannes, der zwischen 1910 und 1916 einem von ihm geretteten Jungen viele Dinge über das Leben beibringt.

## Veröffentlichungen
- The Shiralee, Roman, 1955, ISBN 978-0-14318-0-197
- The Drums Go Bang, Autobiografie, Mitautorin Ruth Park, 1956, ISBN 978-9-14008-8-024
- Call Me When the Cross Turns Over, Roman, 1957, ISBN 978-9-02003-6-121
- Be Your Own Editor: Make Your Stories Sell, Berichte, 1959
- The Big Smoke, Roman, 1959, ISBN 978-0-14004-9-640
- Gold in the Streets, Roman, 1960
- The Ballad of the Fat Bushranger and Other Humorous Stories, Kurzgeschichten, 1961
- Logan’s Girl and Other Stories; Kurzgeschichten, 1961
- Dadda Jumped Over Two Elephants; Kurzgeschichten, 1961
- How to Make Your Stories Sell, Berichte, 1964
- The Apprentices, Roman, 1965
- Pairs and Loners, Kurzgeschichten, 1966
- Dead Men Running, Roman, 1969

posthum
- The Penguin Best Stories of D’Arcy Niland, Kurzgeschichten, Herausgeberin Ruth Park, 1987, ISBN 978-0-14008-9-271

in deutscher Sprache
- Shiralee, 1957, ISBN 978-3-10561-6-826
- Ruf mich, wenn das Kreuz sich wendet, Original Call Me When the Cross Turns Over, 1959, ISBN 978-3-54822-6-408
- Schwarz ist die Siegespalme, Original Dead Men Running, 1971, ISBN 978-3-40405-0-192

## Hintergrundliteratur
- Ruth Park: Fishing in the Styx. Text Classics, 2019, ISBN (Onlineversion; Auszug)